# Cordillera Bennett
Cordillera Bennett (70°36′S 64°19′E / 70.6°S 64.317°E / -70.6; 64.317) es un acantilado de hielo y roca al suroeste en 20 millas náuticas (37 kilómetros) del monte Pollard, en las montañas Prince Charles. Asignada por ANARE, encuestas y fotos aéreas, 1956-65. Nombrada por el Comité de Nombres Antárticos de Australia por J.M. Bennett, físico de la Base Mawson, 1965.